# Indarpur
Indarpur (nepalski: इन्द्रपुर) – gaun wikas samiti w zachodniej części Nepalu w strefie Bheri w dystrykcie Banke. Według nepalskiego spisu powszechnego z 2001 roku liczył on 1234 gospodarstw domowych i 6706 mieszkańców (3196 kobiet i 3510 mężczyzn).